# Arthur Lee (diplomat)
Arthur Lee, född 20 december 1740, död 12 december 1792, var en amerikansk diplomat. Han var bror till Richard Henry och William Lee, son till Thomas Lee.
Han studerade medicin i Edinburgh, var därefter en tid läkare i Williamsburg i Virginia, återvände till England 1766 för att studera juridik och var 1770-76 advokat i London, där han stod i livlig förbindelse med John Wilkes, Edmund Burke och andra oppositionspolitiker. Han förfäktade även koloniernas sak i anonyma broschyrer. Han blev 1775 hemlig politisk agent åt kongressens utrikesutskott, begav sig våren 1776 till Paris och inledde där förhandlingar med utrikesministern Charles Gravier Vergennes. I oktober samma år utsågs Lee tillsammans med Benjamin Franklin och Silas Deane till underhandlare med Frankrike om vänskaps- och handelstraktat och undertecknade en sådan i februari 1778. Han sökte även, utan framgång, inleda förhandlingar i Madrid och Berlin, men återkallades, bland annat till följd av misshällighet med Franklin, 1779 och var 1782-85 delegerad för Virginia vid kontinentala kongressen samt 1784-89 medlem av dess finansförvaltning (board of treasury).